# Nuculana extenuata
Nuculana extenuata är en musselart som först beskrevs av Dall 1897.  Nuculana extenuata ingår i släktet Nuculana och familjen tandmusslor. Inga underarter finns listade i Catalogue of Life.